# آشفورک (آریزونا)
آشفورک (به انگلیسی: Ash Fork) یک منطقهٔ مسکونی در ایالات متحده آمریکا است که در شهرستان یاواپای، آریزونا واقع شده‌است. آشفورک ۵٫۹۸ کیلومتر مربع مساحت و ۴۵۷ نفر جمعیت دارد و ۱٬۵۷۳ متر بالاتر از سطح دریا قرار دارد.